# リヴァルタ・ディ・トリーノ
リヴァルタ・ディ・トリーノ（伊: Rivalta di Torino）は、イタリア共和国ピエモンテ州トリノ県にある、人口約20,000人の基礎自治体（コムーネ）。

## 地理

### 位置・広がり

#### 隣接コムーネ
隣接するコムーネは以下の通り。
- ブルイーノ
- オルバッサーノ
- ピョッサスコ
- リーヴォリ
- サンガーノ
- ヴィッラルバッセ
- ヴォルヴェーラ

## 行政

### 分離集落
リヴァルタ・ディ・トリーノには、以下の分離集落（フラツィオーネ）がある。
- Pasta, Hella, Gerbole, Blangiotto, Prabernasca, Tetti Francesi, Tetti Gabriolotti, Tetti Pereno